# Novemberupproret
Novemberupproret (1830–31), Polsk–ryska kriget 1830–31, också känt som Kadettrevolutionen, var ett väpnat uppror i Kongresspolen mot ryska överhögheten. Upproret började den 29 november 1830 i Warszawa då unga polska officerare från Kongresspolens armés försvarshögskola revolterade, under löjtnant Piotr Wysockis ledning. De fick snart starkt stöd i polska samhället, och snart spred sig revolten till Polens forna delar Litauen, västra Vitryssland och Ukraina. Trots detta slogs upproret ner av Rysslands kejserliga armé under Ivan Paskevitj.

## Bakgrund
Genom delningen 1795 upphörde Polen att existera som självständig nation. Under napoleonkrigen kom dock fransmännen år 1807 att upprätta Storhertigdömet Warszawa som en fransk satellitstat. Efter Napoleons fall och den följande Wienkongressen återupprättades till stor del gränserna som de såg ut för kriget.
Man kom överens om att de av Ryssland behärskade delarna av Polen skulle omorganiseras till det så kallade Kongresspolen, som skulle knytas till Ryssland via en personalunion där den ryske tsaren samtidigt var Polens kung. Det polska kungariket skulle dessutom ha sin egen valuta, regering och krigsmakt.
Redan från början ignorerade emellertid de ryska makthavarna landets särställning. Tryckfriheten drogs in 1819 och den ryska hemliga polisen började förfölja polska intellektuella. Tsar Alexander I vägrade dessutom kröna sig till polsk regent och tillsatte sin bror Konstantin Pavlovitj som vicekung. Trots upprepade protester från polska politiker så fortsatte förtrycket.

## Upproret

### Kadettrevolten i Warszawa
Natten till den 30 november 1830 ockuperade en grupp konspiratörer, ledda av kadetten Piotr Wysocki, Warszawas arsenal och delade ut 40 000 musköter till upproriska trupper och civilister. Konstantin överrumplades av händelsen i sitt palats, Belvedere och drog sina trupper tillbaka från staden. Upproret spred sig sedan över hela Kongresspolen vilket tvingade Konstantin att retirera mot den ryska gränsen för att inte bli inringad.
Den 4 december bildades en provisorisk polsk regering, ledd av Adam Jerzy Czartoryski. Det rådde dock stor osäkerhet gällande målet för upproret. De konservativa ville endast att 1815 års författning skulle träda i kraft och önskade inget självständigt Polen. Det demokratiska partiet däremot att Nikolaj I skulle avsättas och att Litauen och andra forna polska provinser skulle återerövras. Till överbefälhavare över de polska styrkorna utsågs den erfarne generalen Józef Chłopicki.

## Kriget
Nikolaj I vägrade att ta upp förhandlingar med upprorsmännen och lät samla en armé, under befäl av fältmarskalken Hans Carl von Diebitsch-Zabalkanskij, vid polska gränsen. Tsaren lät även utfärda en proklamation i vilken han lovade att de polacker som gav upp utan motstånd skulle benådas. Chłopicki tog villkoren åtanke men kom i konflikt med den polska regeringen och tvingades att avgå som överbefälhavare den 13 januari. Samtidigt tog ryssarna tillfället i akt att rensa Litauen och andra forna polska provinser från upproriska rörelser. Den 25 januari förklarade Sejmen Nikolaj I avsatt som kung av Polen. Sedan en militär konfrontation sågs som oundviklig förstärkte polackerna sina stridskrafter. Den polska armén bestod vid upprorets början av 35 000 man med 106 artilleripjäser men hade förstärkts till nära 80 000 man med 142 artilleripjäser i början av februari.

### Polska framgångar

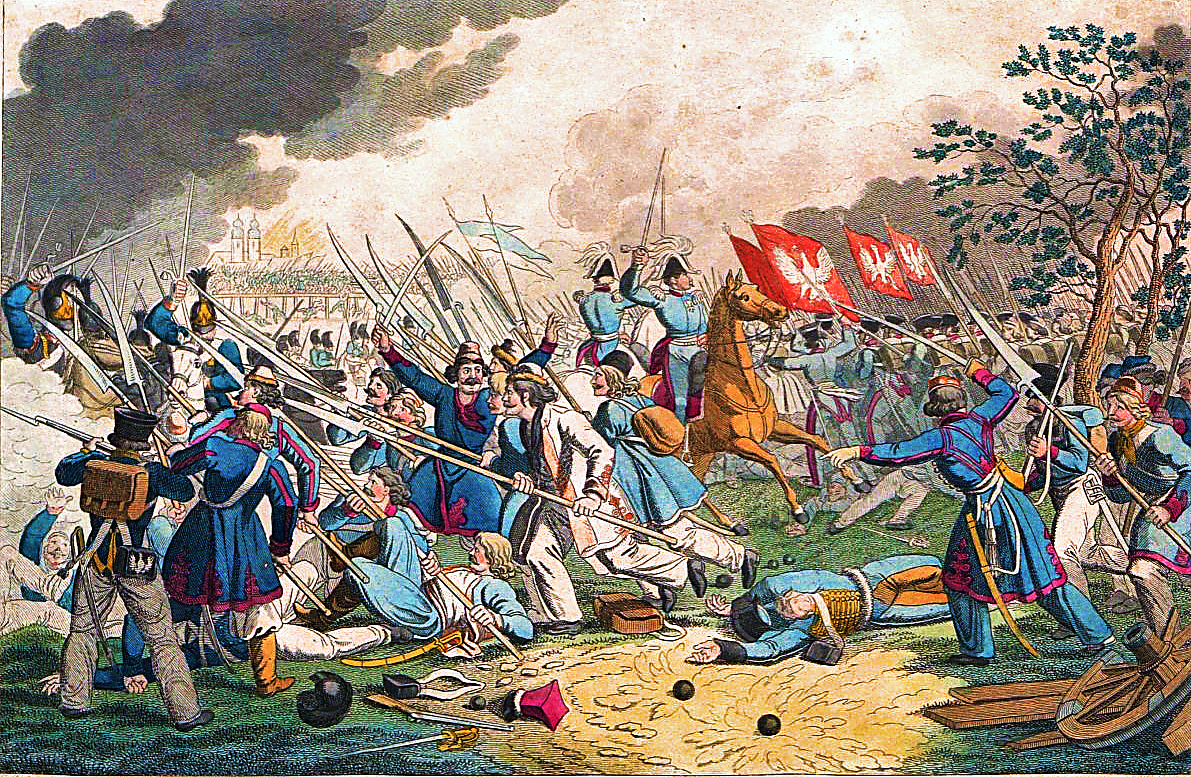
Slaget vid Ostrołęka den 26 maj 1831, gravyr av Georg Benedikt Wunder.

Den 4 februari trängde en rysk armé på 118 000 man och 396 artilleripjäser in i Polen. En större sammandrabbning ägde vid Waver den 19 februari då 47 000 polska soldater hejdade en rysk styrka på 57 000 man. Följande dag  anföll ryska trupper en polsk styrka under Jan Zygmunt Skrzynecki vid Grochów men nådde inget avgörande. Under de inledande striderna hade ryssarna förlorat  4 000 utan att uppnå några större framgångar. Diebitsch vågade inte söka ytterligare strid med de polska styrkorna förrän förstärkningar anlänt från Ryssland. När dessa på 20 000 man anlände i närheten av Warszawa den 24 möttes de och besegrades av 13 000 polacker under Jan Krukowiecki.
Dagen efter avancerade Diebitsch mot Grochów i ett försök att få stridskontakt med den polska huvudstyrkan. Under det följande slaget hävdade sig den 45 000 man starka polska armén väl mot Diebitschs 70 000 soldater men tvingades till slut dra sig tillbaka till Praga. De ryska förlusterna uppgick till 12 000 döda och sårade medan polackerna förlorade 8 000 man. Radziwiłł, som inte hade visat sig vuxen rollen som överbefälhavare, ersattes omgående av Jan Zygmunt Skrzynecki. Under Dennes ledning segrade polackerna i slagen vid Dębem Wielkiem den 31 mars och Iganiami den 10 april. Den sistnämnda framgången saknade dock betydelse då Diebitsch snart lyckades förstärka sin armé till nära 60 000 man.De polska förbanden hade emellertid också förstärkts till en fältstyrka på 75 000 soldater och 140 artilleripjäser. De båda härarna möttes igen vid Ostrołęka den 26 maj. Striderna slutade med en polsk pyrrhusseger med 7 000 döda mot ryska förluster på 9 000 man. De polska trupperna var dock uttröttade varför de drog sig tillbaka mot Warszawa.

### Vändpunkten
Diebitsch, som dittills misslyckats med att slå ned det polska upproret, avled plötsligt i kolera på sitt högkvarter i Pultusk. Till ny befälhavare utsågs den erfarne Ivan Paskevitj som anlände i slutet av juni med förstärkningar på 15 000 man. Istället för att genomföra ett tänkt anfall mot den polska fästningen Praga, beslutade sig Paskevitj att rycka fram mot den Preussiska gränsen. Preussen var vänligt sinnat gentemot Ryssland och försåg armén med förnödenheter. Samtidigt som detta skedde höll sig Skrzynecki passiv vilket skapade stor ilska hos den polska regeringen som krävde att han skulle gå på offensiven. Skrzynecki lät sig till slut övertalas och inledde en offensiv mot de ryska trupperna som hade trängt in i Lublin. Skrzynecki erhöll emellertid falska rapporter om att ryska förstärkningar var i antågande och drog tillbaka stora delar av sin armé till Warszawa.
De kvarvarande trupperna under Janovskis befäl lyckades visserligen omringa en rysk styrka under Fjodor Rüdiger vid Lisobyki.  Polackerna saknade dock tungt artilleri och var oförmögna att tvinga ryssarna till kapitulation. Janowski beslöt därför att dra sig tillbaka. Förbittringen över beslutet blev stor inom armén och strax därefter greps Janowski tillsammans med flera andra generaler, misstänkta för förräderi, och fängslades i slottet i Warszawa. Missnöjet mot Skrzyneckis ledarskap fick Sejmen att avskeda honom den 10 augusti och tillfälligt utse Henryk Dembiński till ny överbefälhavare. Under tiden kom underrättelser om att ryssarna närmade sig huvudstaden. Nyheten orsakade stor oro och irritation bland invånarna. Den 15 stormade en ursinnig folkmassa slottet och mördade ett 40-tal av fångarna. Som en följd av oroligheterna upplöstes den polska regeringen och man beslutade att landet i framtiden skulle styras av en president. För ämbetet valdes åter Jan Krukowiecki, som i hemlighet stått bakom upploppet. Han misslyckades emellertid att återställa ordningen i Warszawa. Krukowiecki sparkade snart Dembiński från posten som överbefälhavare och ersatte honom med den 66-årige Kazimierz Małachowski.

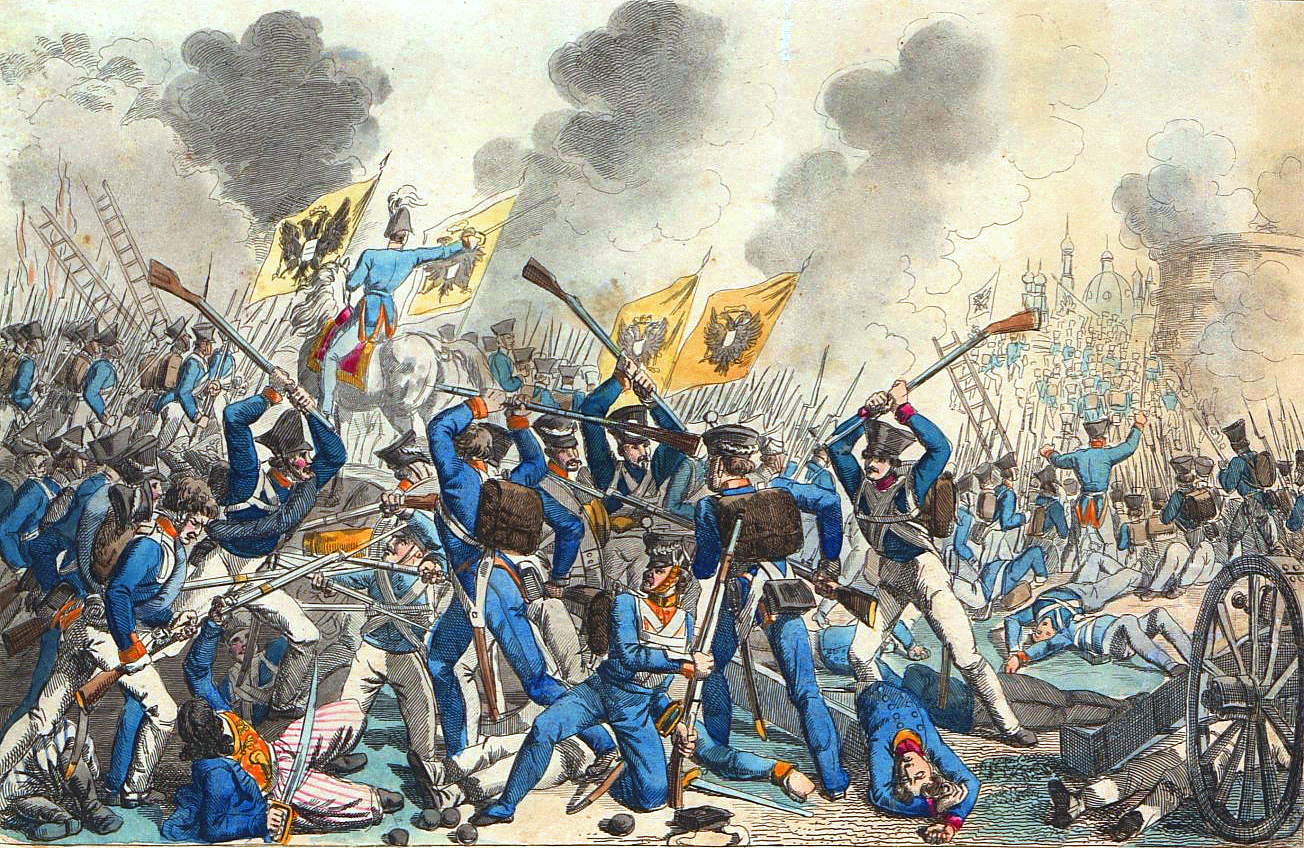
Ryska trupper stormar Warszawas befästningsverk den 7 september 1831. Gravyr av Georg Benedikt Wunder.

### De sista striderna
Warszawas garnison bestod av 57 000 man med 136 artilleripjäser. Den framryckande ryska hären räknade endast 54 000 man men var överlägsen i kavalleri och artilleri. Vid slutet av augusti hade Paskevitj skurit av huvudstadens förbindelse med de polska fältarméerna. Det ryska anfallet mot huvudstaden inleddes den 6 september och följande dag föll den inre försvarslinjen i ryssarnas händer. Striderna hade kostat ryssarna nära 20 000 man medan polackerna hade förlorat 5 000 man. Polackerna försvarade sig tappert men började snart lida brist på ammunition. Natten till den 8 september kapitulerade Warszawa för ryssarna.
Med huvudstadens fall kollapsade det polska försvaret och förband efter förband gav upp utan strid. Den polska huvudstyrkan på 21 000 man under Maciej Rybiński gick över den preussiska gränsen den 5 oktober där den senare kapitulerade. En kort tid senare kapitulerade även garnisonerna i fästningarna Modlin och Zamość.

## Resultat och följder
Kuvandet av upproret hade kostat ryssarna 60 000 döda och sårade samt mellan 5 000 och 12 000  döda av sjukdomar. De polska förlusterna efter nära ett års krig uppgick till nära 40 000 döda och sårade. Så fort som striderna upphört kom den ryska vedergällningen. Den polska författningen avskaffades, liksom sejmen och Polen reducerades till en rysk provins utan särställning från resten av kejsardömet. Trots löften om allmän amnesti för de besegrade så arresterades hundratals f.d. upprorsmän och nära 800 sändes till Sibirien. Den hårda ryska förföljelsen kom i sin tur att leda till ett nytt uppror 1863.